# بنجامين براشاو
بنجامين براشاو (بالإنجليزية: Benjamin Bradshaw)‏ هو مصارع رياضي أمريكي، ولد في 15 أغسطس 1879 في بروكلين في الولايات المتحدة، وتوفي في 19 أبريل 1960.

## وصلات خارجية
- بنجامين براشاو على موقع أوليمبيديا (الإنجليزية)